# Ulica Maratońska w Łodzi
Ulica Maratońska w Łodzi – ulica znajdująca się w rejonie Polesia, przebiegająca przez Karolew, Retkinię i Smulsko, równolegle do linii kolejowej nr 14. Pierwsze wzmianki o ulicy pojawiają się w 1933, wtedy ulica miała swój początek w rejonie obecnej ul. Wróblewskiego, a kończyła się na granicy miasta (na wysokości obecnego skrzyżowania z al. Waltera Janke), w 1976 oraz 1995 została przedłużona. Obecnie stanowi ona umowną wschodnią i południową granicę osiedli Karolew oraz Retkinia, a także zapewnia dojazd do zakładów przemysłowych znajdujących się na terenie Łódzkiej Specjalnej Strefy Ekonomicznej w rej. ul. Nowy Józefów.
Od maja 2020 do lipca 2022 końcowy odcinek ulicy został przebudowany w związku z budową węzła Łódź Retkinia drogi ekspresowej S14.

## Ważne obiekty
- dwupoziomowe skrzyżowanie z ul. Waltera-Janke,
- centrum handlowe Retkinia,
- zieleniec miejski,
- plac manewrowy Wojewódzkiego Ośrodka Ruchu Drogowego w Łodzi.

## Komunikacja

### Autobusy miejskie
- Na odcinku Bandurskiego - Waltera-Janke: 65B
- Na odcinku Waltera-Janke - Retkińska: 55, 69A, 69B, 86, N7A, N7B
- Na odcinku Retkińska - Popiełuszki: 69A, 69B, 86, N7A, N7B
- Na odcinku Armii Krajowej - Popiełuszki (droga wewnętrzna): 76
- Na odcinku Popiełuszki - Golfowa: 68, 94, G1, G2
- Na odcinku Golfowa - Sanitariuszek: 68, 94.

### Autobusy podmiejskie
- 94 (MPK-Łódź): Łódź (Retkinia) - Lutomiersk